# Johann Eberhard Fischer
Johann Eberhard Fischer (* 10. Januar 1697 in Weiltingen, Herzogtum Württemberg; † 13. Septemberjul. / 24. September 1771greg. in St. Petersburg) war ein deutscher Historiker und Sprachforscher.
Fischer besuchte die Lateinschule in Esslingen am Neckar, das heutige Georgii-Gymnasium. 1730 ging er nach Sankt Petersburg, wo er Lehrer und stellvertretender Direktor des Akademischen Gymnasiums wurde. Er hielt Vorlesungen zu verschiedenen Wissenschaftsgebieten. Er wurde Adjunkt und später Mitglied der Russischen Akademie der Wissenschaften sowie Professor an der Akademie. Von 1739 bis 1747 nahm er an der Großen Nordischen Expedition teil, die bis zum Ochotskischen Meer führte. Als Dolmetscher diente ihm dabei der  Veterinär-Praporschtschik Jakob Lindenau, der eine detaillierte geographische und ethnographische Beschreibung der besuchten Örtlichkeiten und Völker Sibiriens, insbesondere der Jakuten und Tungusen, verfasste. Nach seiner Rückkehr wurde er Rektor des Akademischen Gymnasiums und war mit der Veröffentlichung der Materialien der Expedition beschäftigt.

## Schriften
- Sibirische Geschichte. 2 Bände. St. Petersburg 1768
- Ueber Ursprung, Sprache etc. der Moldauer und über den Ursprung der Amerikaner (im historischen Kalender von Petersburg 1770 und 1771)
- Quaestiones Petropolitanae, Göttingen 1770 (enthaltend 4 Abhandlungen: De origine Ungrorum, De origine Tartarorum, De diversis Sinarum Imperatoris nominibus titulisque, De Hyperboreis, edidit A. L. Schlözer, Göttingen 1770)
- Ein handschriftliches sibirisches Vocabular